# Албешти (Албешти)
Албешти (рум. Albeşti) насеље је у Румунији у округу Васлуј у општини Албешти. Oпштина се налази на надморској висини од 163 m.

## Становништво
Према подацима из 2002. године у насељу је живело 3295 становника, од којих су сви румунске националности.

### Хронологија
| Година       | 1992 | 1993 | 1994 | 1995 | 1996 | 1997 | 1998 | 1999 | 2000 | 2001 | 2002 | 2003 | 2004 | 2005 | 2006 | 2007 | 2008 | 2009 | 2010 | 2011 | 2012 | 2013 | 2014 | 2015 | 2016 | 2017 |
| ------------ | ---- | ---- | ---- | ---- | ---- | ---- | ---- | ---- | ---- | ---- | ---- | ---- | ---- | ---- | ---- | ---- | ---- | ---- | ---- | ---- | ---- | ---- | ---- | ---- | ---- | ---- |
| Становништво | 3459 | 3395 | 3348 | 3325 | 3309 | 3280 | 3272 | 3255 | 3285 | 3301 | 3332 | 3360 | 3374 | 3372 | 3344 | 3346 | 3336 | 3314 | 3289 | 3274 | 3272 | 3213 | 3183 | 3129 | 3067 | 2999 |